# Heritage tree

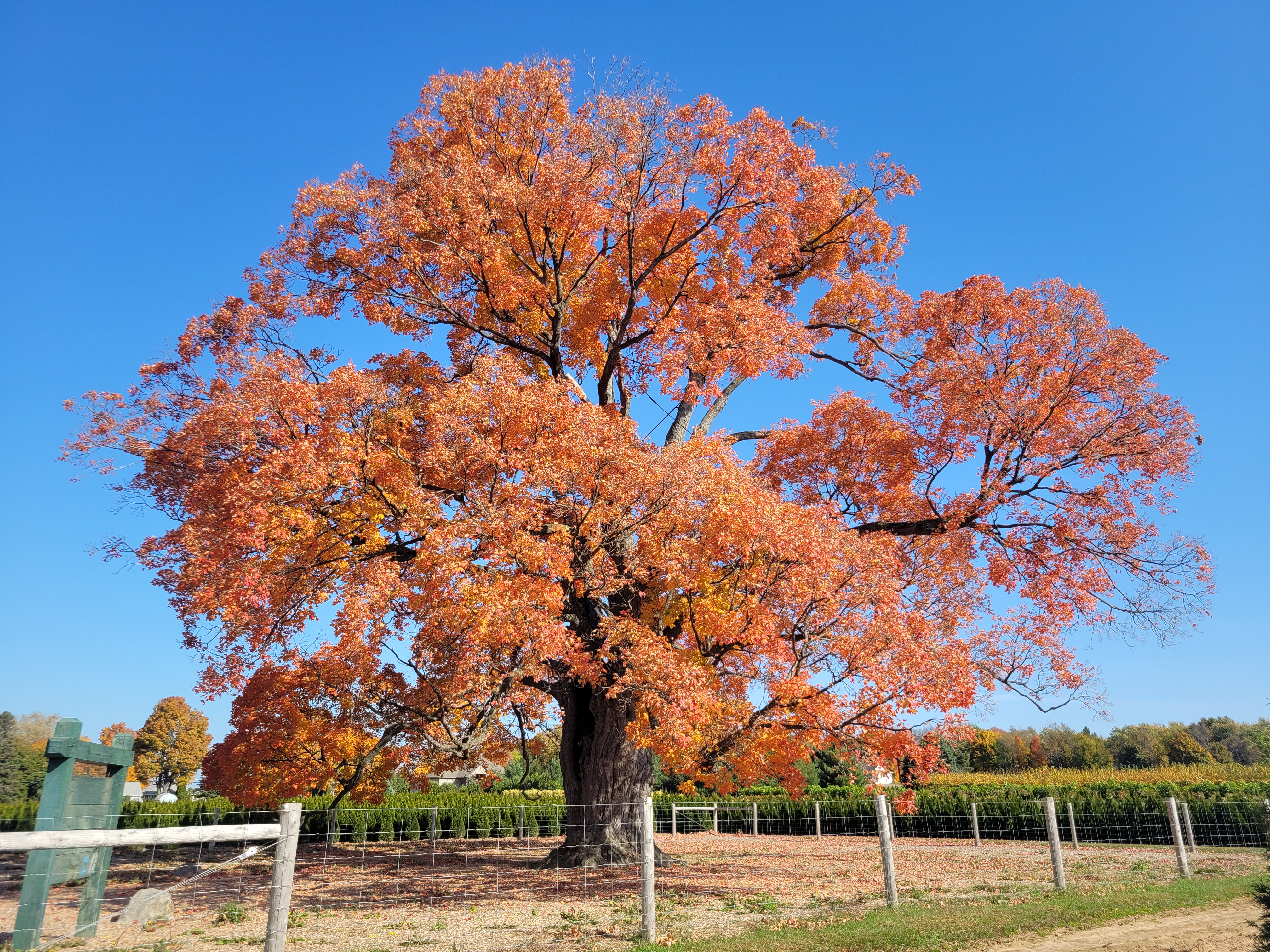
à Pelham au Canada

Un heritage tree (littéralement, « arbre héritage ») est une expression anglaise pour désigner un arbre généralement de grande taille, isolé et considéré comme exceptionnel et irremplaçable.
En France, la notion peut se rapprocher de celle d'arbre patrimonial ou d'arbre remarquable.

## Identification
Les principaux critères permettant de qualifier un arbre de heritage tree sont son âge, sa rareté, sa taille, son esthétisme, ainsi que sa valeur historique, écologique et botanique. Selon les pays, il existe des législations spécifiques pour protéger ces arbres et particulièrement pour les préserver de l'abattage, législations qui s'appliquent généralement à l'arbre en lui-même mais pas à son environnement.

## Spécificités par pays

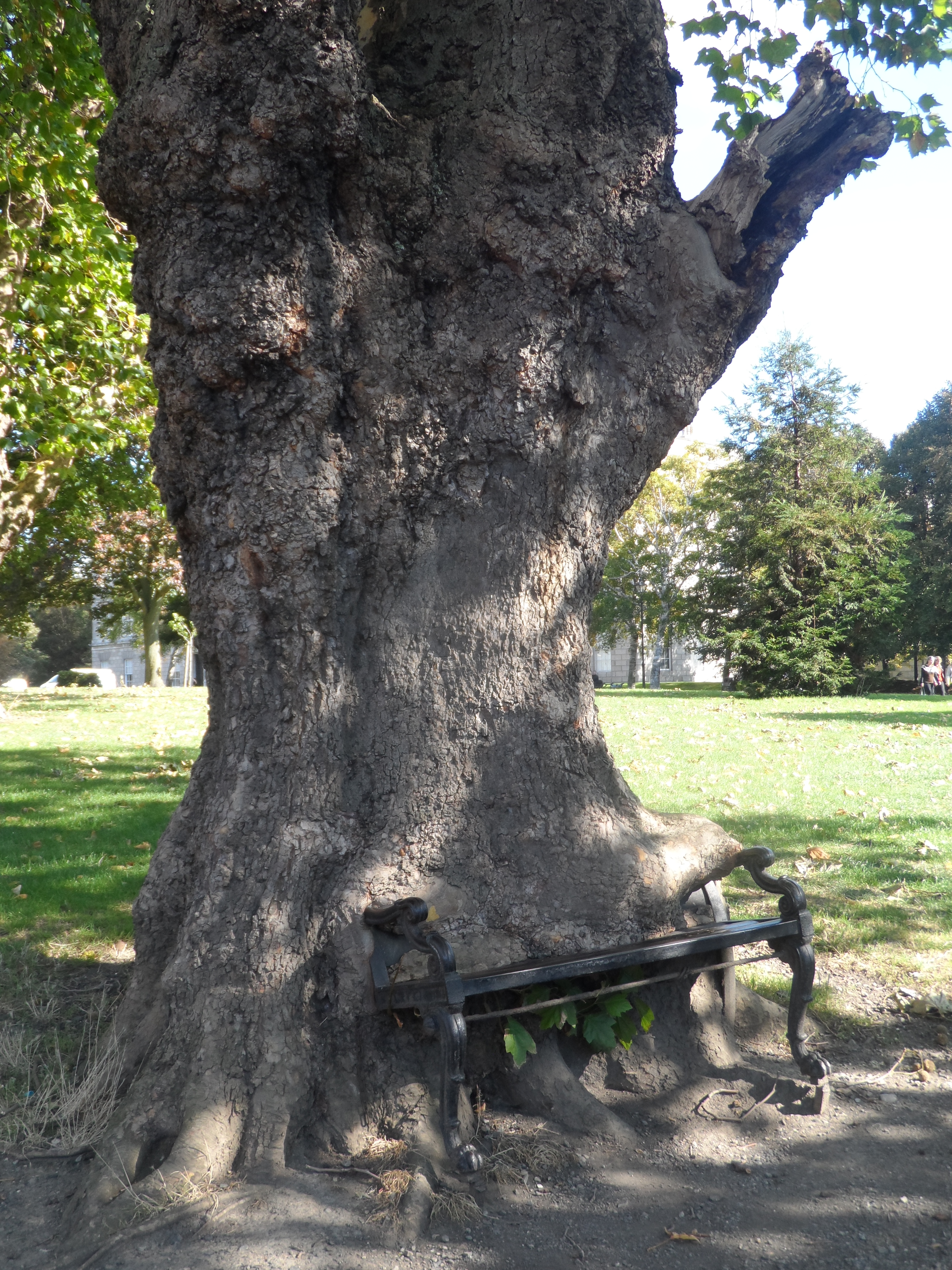
Le Hungry Tree, à Dublin, heritage tree irlandais.

Les heritage trees à Singapour (en) sont protégés par la loi selon le Heritage Trees Scheme adopté le 17 août 2011. Les chênes sont par ailleurs désignés comme des heritage tree de l'époque coloniale anglaise.
Aux États-Unis, le premier État à se doter d'un programme pour la préservation des heritage tree est l'Oregon avec l'épicéa de Sitka. Dans l'Iowa, le Living Heritage Tree Museum (en) contient les boutures de ces fameux arbres. Dans l'état de Washington, il y a de nombreuses catégories de heritage tree, comme « historique », « spécimen », « rare », « jardin significatif ». La ville de Portland en Oregon détient quant à elle une base de données des heritage trees.